# EAPOL
Extensible Authentication Protocol over Local Area Network (EAPoL) ist eines der Nachrichtenformate des Authentifizierungsprotokolls Extensible Authentication Protocol (EAP) für den Einsatz im LAN. Andere EAP-Nachrichtenformate sind "EAP over Wireless (EAPoW)" und "EAP over Point-to-Point-Protocoll (EAPoPPP)".
Das EAP stammt aus der Zeit, als Rechner noch direkt über je ein Modem und eine (Telefon-)Leitung miteinander verbunden waren und über das PPP-Protokoll kommunizierten. Daher existiert EAPOL um EAP auch für LANs verwenden zu können.
EAP ist ein RFC-standardisiertes Protokoll, wohingegen EAPOL Teil des IEEE-Standards 802.1X ist.
Genauer: EAPOL ist eines der Kernprotokolle des IEEE-802.1X-Standards.
Zurzeit (März 2005) ist EAPOL für die Verwendung von Ethernet-ähnlichen Netzwerken vorgesehen, insbesondere für drahtlose 802.11-Netzwerke, sowie Token-Ring-Netzwerke (wie FDDI).
EAPOL wird in der Regel zwischen Supplicant (z. B. ein Notebook mit WLAN-Karte) und Authenticator (z. B. Access Point) verwendet. Hierbei werden die EAP-Pakete zum Austausch von Authentisierungsinformationen in Ethernet-Frames gekapselt, um die EAP-Kommunikation über eine Schicht-2-Verbindung zu ermöglichen. Die Begriffe Supplicant und Authenticator stammen aus dem Umfeld von 802.1X.